# Along
Along là một thị trấn thống kê (census town) của quận West Siang thuộc bang Arunachal Pradesh, Ấn Độ.

## Địa lý
Along có vị trí 28°10′B 94°46′Đ / 28,17°B 94,77°Đ Nó có độ cao trung bình là 619 mét (2030 feet).

## Nhân khẩu
Theo điều tra dân số năm 2001 của Ấn Độ, Along có dân số 16.834 người. Phái nam chiếm 56% tổng số dân và phái nữ chiếm 44%. Along có tỷ lệ 69% biết đọc biết viết, cao hơn tỷ lệ trung bình toàn quốc là 59,5%: tỷ lệ cho phái nam là 75%, và tỷ lệ cho phái nữ là 61%. Tại Along, 15% dân số nhỏ hơn 6 tuổi.